# Галунов, Евгений Александрович
Галуно́в Евгений Александрович (25 ноября 1931, Ленинград — 2 августа 1999, Санкт-Петербург) — российский советский живописец, член Санкт-Петербургского Союза художников (до 1992 года — Ленинградской организации Союза художников РСФСР).

## Биография
Галунов Евгений Александрович родился 25 ноября 1931 года в Ленинграде. В 1961 поступил на живописное отделение ЛИЖСА имени И. Е. Репина. В 1967 окончил институт по мастерской Виктора Орешникова с присвоением квалификации художника живописи. Дипломная работа — картина «Андрей Рублёв».
Участвовал в выставках с 1967 года, экспонируя свои работы вместе с произведениями ведущих мастеров изобразительного искусства Ленинграда. Писал портреты, пейзажи, жанровые картины. Член Ленинградского отделения Союза художников РСФСР (с 1992 года — Санкт-Петербургского Союза художников). Среди произведений, созданных Е. Галуновым, картины «Выходной день» (1970), «Хлеб», «Село. 1930-е годы» (обе 1972), «Новый район Ленинграда» (1975), «Ленинград» (1980) и другие.
Скончался 2 августа 1999 года в Ленинграде на 68-м году жизни. 
Произведения Е. А. Галунова находятся в музеях и частных собраниях в России и за рубежом.